# Германско-сомалилендские отношения
Германско-сомалилендские отношения — двусторонние отношения между Федеративной Республикой Германия и Сомалилендом. Страны не имеют официальных дипломатических отношений, но поддерживают неформальные контакты. Германия признаёт регион Сомалиленд частью Сомали.

## История
В 2002 году Германия рассматривала возможность признания Сомалиленда и создания в стране военной базы. Они этого не сделали, а базу было создано в Джибути.
В сентябре 2012 года на мини-саммите по Сомали на полях Генеральной Ассамблеи Организации Объединённых Наций правительство Германии подтвердило свою неизменную поддержку правительства Сомали, территориальной целостности и суверенитета.
В 2019 году посол Германии в Кении и Сомали посетил Харгейсу и встретился с Музе Бихи Абди.